# Mashle
Mashle: Magic and Muscles (マッシュル -MASHLE-?, Masshuru) è un manga scritto e disegnato da Hajime Kōmoto, serializzato sulla rivista Weekly Shōnen Jump di Shūeisha dal 27 gennaio 2020 al 3 luglio 2023. L'edizione italiana è stata annunciata al Lucca Comics & Games 2020 ed è stata pubblicata da Star Comics dal 27 ottobre 2021 al 1º ottobre 2024.
Un adattamento anime prodotto da A-1 Pictures è stato trasmesso in Giappone dal 7 aprile 2023 al 30 marzo 2024. La versione doppiata in italiano è stata pubblicata da Crunchyroll dal 28 aprile 2023 al 20 aprile 2024.

## Trama
La storia si svolge in un mondo in cui la magia esiste e viene usata per qualunque occorrenza della vita quotidiana. Mash è un ragazzo senza poteri magici che vive nelle profondità della foresta con suo nonno e trascorre le giornate impegnandosi in esercizi per muscolarizzare il corpo. Un giorno però la sua vita viene messa in pericolo: la sua unica alternativa per proteggere la vita del nonno è entrare all'Accademia Magica Easton.

## Media

### Manga
Il manga, scritto e disegnato da Hajime Kōmoto, è stato serializzato dal 27 gennaio 2020 al 3 luglio 2023 sulla rivista Weekly Shōnen Jump edita da Shūeisha sotto l'etichetta Jump Comics. La serie è entrata nell'arco finale il 2 maggio 2022. I capitoli sono stati raccolti in 18 volumi tankōbon pubblicati dal 4 giugno 2020 al 4 ottobre 2023.
In Italia, la serie è stata annunciata al Lucca Comics & Games 2020 ed è stata pubblicata da Star Comics nella collana Target dal 27 ottobre 2021 al 1º ottobre 2024.

### Anime

Logo della serie

Un adattamento anime dal titolo Mashle: Magic and Muscles è stato annunciato il 3 luglio 2022. La serie è prodotta da A-1 Pictures, diretta da Tomoya Tanaka, sceneggiata da Yōsuke Kuroda, presenta il character design di Hisashi Higashijima e la colonna sonora di Masaru Yokoyama. La serie è stata trasmessa da 7 aprile al 30 giugno 2023 su Tokyo MX e altre reti. Le sigle sono rispettivamente Knock Out di Taiiku Okazaki (apertura) e Shū Cream Funk (シュークリーム・ファンク?, Shū Kurīmu Fanku) delle Philosophy no Dance.. Secondo il sito ufficiale della serie è un adattamento anime "completo".
Una seconda stagione è stata annunciata dopo la trasmissione del dodicesimo episodio ed è andata in onda dal 6 gennaio al 30 marzo 2024. La sigla d'apertura è Bling-Bang-Bang-Born dei Creepy Nuts mentre quella di chiusura è Tokyo's Way (トーキョーズ・ウェイ！?, Tōkyōzu Uei!) delle Shiritsu Ebisu chūgaku.
Nel maggio 2024 è stato annunciato un nuovo progetto animato.
Aniplex of America ha rivelato una versione inglese del video dell'annuncio al suo padiglione all'Anime Expo il 3 luglio 2022.
Al di fuori dell'Asia la serie viene pubblicata da Crunchyroll, che ha distribuito il doppiaggio italiano della prima stagione dal 28 aprile al 21 luglio 2023, e quello della seconda dal 27 gennaio al 20 aprile 2024.

#### Episodi

##### Prima stagione
| Nº  | Titolo italiano Giapponese 「Kanji」 - Rōmaji                                                                                            | In onda        | In onda        |
| Nº  | Titolo italiano Giapponese 「Kanji」 - Rōmaji                                                                                            | Giapponese     | Italiano       |
| 1   | Mash Burnedead e i muscoli ben allenati 「マッシュ・バーンデッドと鍛えぬかれた筋肉」 - Masshu Bāndeddo to kitae nukareta kin'niku        | 7 aprile 2023  | 28 aprile 2023 |
| 2   | Mash Burnedead e il labirinto misterioso 「マッシュ・バーンデッドと不思議な迷路」 - Masshu Bāndeddo to fushigina meiro                   | 14 aprile 2023 | 5 maggio 2023  |
| 3   | Mash Burnedead e la persona da non irritare 「マッシュ・バーンデッドと怒らせちゃいけない人」 - Masshu Bāndeddo to okorase chaikenai hito | 21 aprile 2023 | 12 maggio 2023 |
| 4   | Mash Burnedead e il potente mago 「マッシュ・バーンデッドと強めの魔法使い」 - Masshu Bāndeddo to tsuyome no mahōtsukai                   | 28 aprile 2023 | 19 maggio 2023 |
| 5   | Mash Burnedead e il compagno sfigatello 「マッシュ・バーンデッドとモテない同級生」 - Masshu Bāndeddo to motenai dōkyūsei                 | 5 maggio 2023  | 26 maggio 2023 |
| 6   | Mash Burnedead e la magia del ferro 「マッシュ・バーンデッドと鉄の魔法」 - Masshu Bāndeddo to tetsu no mahō                              | 12 maggio 2023 | 2 giugno 2023  |
| 6.5 | Mash Burnedead e la lettera misteriosa 「マッシュ・バーンデッドと不思議な手紙」 - Masshu Bāndeddo to fushigi na tegami                   | 19 maggio 2023 | -              |
| 7   | Mash Burnedead e il mago delle bambole 「マッシュ・バーンデッドと人形の魔法使い」 - Masshu Bāndeddo to ningyō no mahōtsukai              | 26 maggio 2023 | 16 giugno 2023 |
| 8   | Mash Burnedead e i maghi dei lupi 「マッシュ・バーンデッドと狼の魔法使い」 - Masshu Bāndeddo to ōkami no mahōtsukai                      | 2 giugno 2023  | 23 giugno 2023 |
| 9   | Mash Burnedead e il mago dell'accelerazione 「マッシュ・バーンデッドと加速する戦い」 - Masshu Bāndeddo to kasoku suru tatakai            | 9 giugno 2023  | 30 giugno 2023 |
| 10  | Mash Burnedead e il Veggente Divino 「マッシュ・バーンデッドと神の先見者」 - Masshu Bāndeddo to kami no senkensha                        | 16 giugno 2023 | 7 luglio 2023  |
| 11  | Mash Burnedead e la legge del più forte 「マッシュ・バーン デッドと弱肉強食」 - Masshu Bāndeddo to jakuniku kyōshoku                     | 23 giugno 2023 | 14 luglio 2023 |
| 12  | Mash Burnedead e lo specchio magico 「マッシュ・バーンデッドと魔法の鏡」 - Masshu Bāndeddo to mahō no kagami                             | 30 giugno 2023 | 21 luglio 2023 |

##### Seconda stagione
| Nº | Titolo italiano Giapponese 「Kanji」 - Rōmaji | In onda          | In onda          |
| Nº | Titolo italiano Giapponese 「Kanji」 - Rōmaji | Giapponese       | Italiano         |
| 1  | Mash Burnedead e i Veggenti Divini 「マッシュ・バーンデッドと神覚者たち」 - Masshu Bāndeddo to kami satoru shatachi                                     | 6 gennaio 2024   | 27 gennaio 2024  |
| 2  | Mash Burnedead e la visita a casa 「マッシュ・バーンデッドと実家」 - Masshu Bāndeddo to jikka                                                           | 13 gennaio 2024  | 3 febbraio 2024  |
| 3  | Rayne Ames e il potere scelto dagli dei 「レイン・エイムズと神に選ばれた力」 - Rein Eimuzu to kami ni eraba reta chikara                                | 20 gennaio 2024  | 10 febbraio 2024 |
| 4  | Mash Burnedead e il palloncino resistente 「マッシュ・バーンデッドと強固な風船」 - Masshu Bāndeddo to kyōkona fūsen                                     | 27 gennaio 2024  | 17 febbraio 2024 |
| 5  | Finn Ames e gli amici 「フィン・エイムズと友達」 - Fin Eimuzu to tomodachi                                                                              | 3 febbraio 2024  | 24 febbraio 2024 |
| 6  | Mash Burnedead e il "Guarda lì e sei morto" 「マッシュ・バーンデッドと危ないアッチ向いてホイ」 - Masshu Bāndeddo to abunai atchi muite hoi              | 17 febbraio 2024 | 9 marzo 2024     |
| 7  | Mash Burnedead e la magia del suono 「マッシュ・バーンデッドと音の魔法使い」 - Masshu Bāndeddo to oto no mahōtsukai                                     | 24 febbraio 2024 | 16 marzo 2024    |
| 8  | Mash Burnedead e la grande torre 「マッシュ・バーンデッドと大きな塔」 - Masshu Bāndeddo to ōkina tō                                                     | 2 marzo 2024     | 23 marzo 2024    |
| 9  | Wahlberg Baigan e la magia oscura 「ウォールバーグ・バイガンと闇の魔法」 - Uōrubāgu Baigan to yami no mahō                                              | 9 marzo 2024     | 7 aprile 2024    |
| 10 | Wahlberg Baigan e il pericolo più grande 「ウォールバーグ・バイガンと最大の危機」 - Uōrubāgu Baigan to saidai no kiki                                   | 16 marzo 2024    | 6 aprile 2024    |
| 11 | Mash Burnedead e le origini del mago più forte 「マッシュ・バーンデッドと最強の魔法使いの始まり」 - Masshu Bāndeddo to saikyō no mahōtsukai no hajimari | 23 marzo 2024    | 13 aprile 2024   |
| 12 | Mash Burnedead e i buoni amici 「マッシュ・バーンデッドと良い友達」 - Masshu Bāndeddo to yoi tomodachi                                                  | 30 marzo 2024    | 20 aprile 2024   |

## Accoglienza
Il primo volume, uscito il 4 giugno 2020, ha venduto abbastanza da essere ristampato in quanto esaurito. Il manga è stato inoltre nominato alla sesta edizione del Tsugi ni Kuru Manga Taishō Awards e si è classificato undicesimo su cinquanta candidati con un totale di 12 894 voti.
Ad aprile 2021, il manga aveva più di 1,4 milioni di copie in circolazione, oltre 2.1 milioni di copie in circolazione ad agosto dello stesso anno; oltre 3 milioni di copie a marzo  2022; oltre 4 milioni a novembre dello stesso anno; oltre cinque milioni ad aprile 2023; oltre sei milioni a novembre dello stesso anno; e oltre 10 milioni a marzo 2024.
Mashle si è classificato al trentottesimo posto nella classifica 2020 della comunità manga di Alu, "My Manga Best5", a cui hanno partecipato 46 641 utenti (tramite Twitter). La serie si è classificata al terzo posto nella classifica "Fumetti consigliati dai dipendenti della libreria nazionale del 2021" dal sito web di Honya Club.
La Nippon Foundation ha incluso il manga nella lista dei "5 manga consigliati disponibili in inglese" e ha scritto: "Le scene comiche di personaggi che si tormentano a vicenda sono divertenti da leggere, senza diventare sgradevoli. In modo divertente, la storia mostra come coltivare abilità speciali permetta di superare le avversità".